# 赵才荣
赵才荣（1968年8月26日—），越南瑶族政治人物，河江省黄树皮县人。曾任越共河江省委书记、越共中央经济部副部长等职，现任越共中央民运部副部长。

## 生平
赵才荣出身政治世家，其父赵德清（Triệu Đức Thanh）曾担任越共河江省委副书记、省人民委员会主席。赵才荣本人于1984年8月24日加入越南人民军，1989年11月10日退役，随即于翌年考入太原农业大学（今太原大學），直到1995年毕业，随即回到家乡河江省，出任省农业和农村发展厅技术处专员，1996年以后，先后担任黄树皮县人民委员会办公室、县农业与农村发展局专员、县人委会办公室副主任、人委会副主席，越共黄树皮县委副书记、县人委会主席等职，并于2006年当选为第十届越共中央候补委员，2007年，升任越共黄树皮县委书记，2008年，再度升任越共河江省委常委，翌年再升任越共河江省委副书记。
2010年10月3日，赵才荣升任越共河江省委书记，并于2011年、2016年两度当选为越共中央委员，也是越南国会第十四届代表，在任期间，其妻范氏河担任省农业和农村发展厅副厅长，其弟等人也在省府担任公职，赵氏一度因此受到批评，但他表示人事任免程序合理，不存在违规行为。2018年，河江省曾发生国家高中毕业考试严重舞弊行为，部分考生的分数遭到篡改，而赵才荣的妹妹也因为牵涉其中而被取消大學錄取資格，但他否认涉案。
2019年7月，赵才荣调离河江省，出任越共中央经济部副部长，同年12月，赵才荣因在大学入学考试篡改分数事件中负有责任，遭到越共中央政治局谴责处分，他的妻子范氏也随即受到河江省委谴责处分，河江省亦有多名主管官员因此案入狱。2021年9月，转任越共中央民运部副部长。